# Бодзец
Бодзец (пол. Bodziec) — польский дворянский герб.

## Описание
Щит раздвоенный; в правом серебряном поле красный олений рог и серый буйволовый; в левом же, красном, Фемида в голубой одежде.
В навершии шлема такие же как в щите рога. Герб Бодзец Рогальского внесен в Часть 1 Гербовника дворянских родов Царства Польского, стр. 201.

## Герб используют
Герб вместе с потомственным дворянством Всемилостивейше пожалован Советнику Генеральной Прокуратории в Царстве Польском Валентию Францову сыну Рогальскому, на основании статьи 4-й Положения о Дворянстве 1836 года, Высочайшею Грамотою Государя Императора и Царя НИКОЛАЯ I, в 12 (24) день Генваря 1843 года.